# Островский, Иосиф Меерович
Иосиф Меерович Островский (1935—1993) — советский и израильский художник, член Союза художников СССР, член Всемирной ассоциации художников и скульпторов.
В 1950—1955 годах учился на отделении живописи Одесского художественного училища, на одном курсе с Леонидом Межерицким, Львом Межбергом и Геннадием Малышевым. Одесские музеи и традиции стали для них первой школой живописи. Среди учителей была Дина Фрумина.
С декабря 1989 года жил и работал в Израиле, был главным художником города Сдерот.
Выставки проводились в России, на Украине, в США, Израиле, Канаде, Англии, Японии, Австралии, Италии, Германии, Венгрии, Югославии, Болгарии. Работы находятся в музеях, галереях и частных коллекциях многих стран.